# Canon EOS 1000D
La Canon EOS 1000D è una fotocamera reflex digitale (DSLR) presentata dalla Canon il 10 giugno 2008; è chiamata EOS Rebel XS in Nord America ed EOS Kiss F in Giappone.

## Caratteristiche tecniche
- Sensore CMOS da 10,1 Megapixel
- Velocità di scatto continuo di 3 fps
- Sistema AF a 7 punti ad area allargata
- Unità autopulente del sensore
- Display LCD da 2,5” con modalità “Live View”
- Processore DIGIC III
- Slot per schede di memoria SD/SDHC
- Impostazioni “Picture Style”
- Compatta e leggera
- Compatibile con gli obiettivi EF/EF-S e gli Speedlite EX[1]